# Kalaharitrüffel
Die Kalaharitrüffel (Kalaharituber pfeilii, Syn.: Terfezia pfeilii) ist ein unterirdisch (hypogäisch) fruchtender Pilz aus der Familie der Becherlingsverwandten (Pezizaceae).

## Merkmale

### Makroskopische Merkmale
Die unterirdisch wachsenden runzligen Fruchtkörper werden annähernd kugelig und 6 bis 6,5 Zentimeter groß. Sie sind fein behaart und mit einer etwa 1 Millimeter dicken Peridie umgeben. Ihre Farbe ist dunkelbraun, an den Runzeln gelblich. Innen ist ihr Fleisch weiß mit bräunlicher Äderung. Sie riecht stark „pilzlich“.

### Mikroskopische Merkmale
Die annähernd kugelig bis ellipsoid geformten, selten eiförmigen Asci sind 70 bis 100 auf 50 bis 80 Mikrometer und tragen 5 bis 8 kugelige Sporen.
Diese messen 16 bis 22, manchmal bis zu 26 Mikrometer. Sie sind zunächst hyalin und später (hell)braun gefärbt. Die Sporen besitzen eine zweischichtige 1,5 Mikrometer dicke Zellwand, die hellgelb bis hellorange unter Melzers Reagenz reagiert, mit Kaliumhydroxid erscheinen sie feinwarzig.

## Verbreitung und Ökologie
Die Kalaharitrüffel ist ein sehr seltener Pilz.
Sie ist im südlichen Afrika beheimatet. Am bekanntesten ist ihr Vorkommen in der Kalahari.
Die Art lebt wenige Zentimeter unter der Erdoberfläche in Mykorrhiza-Symbiose mit bestimmten Pflanzen. Ursprüngliche Symbionten sind bestimmte Akazien-Arten. Heute ist sie häufig auch mit bestimmten Melonen- (Wassermelone, verschiedene wilde Arten, …) und Federgras-Arten (Stipagrostis spp.) vergesellschaftet. Sie lebt in sehr sandigen, schwach sauren Böden und hat einen geringen Wasserbedarf. Die Fruchtung ist abhängig von der Ergiebigkeit von Regenfällen und erfolgt typischerweise nach der Regenzeit.

## Nutzung

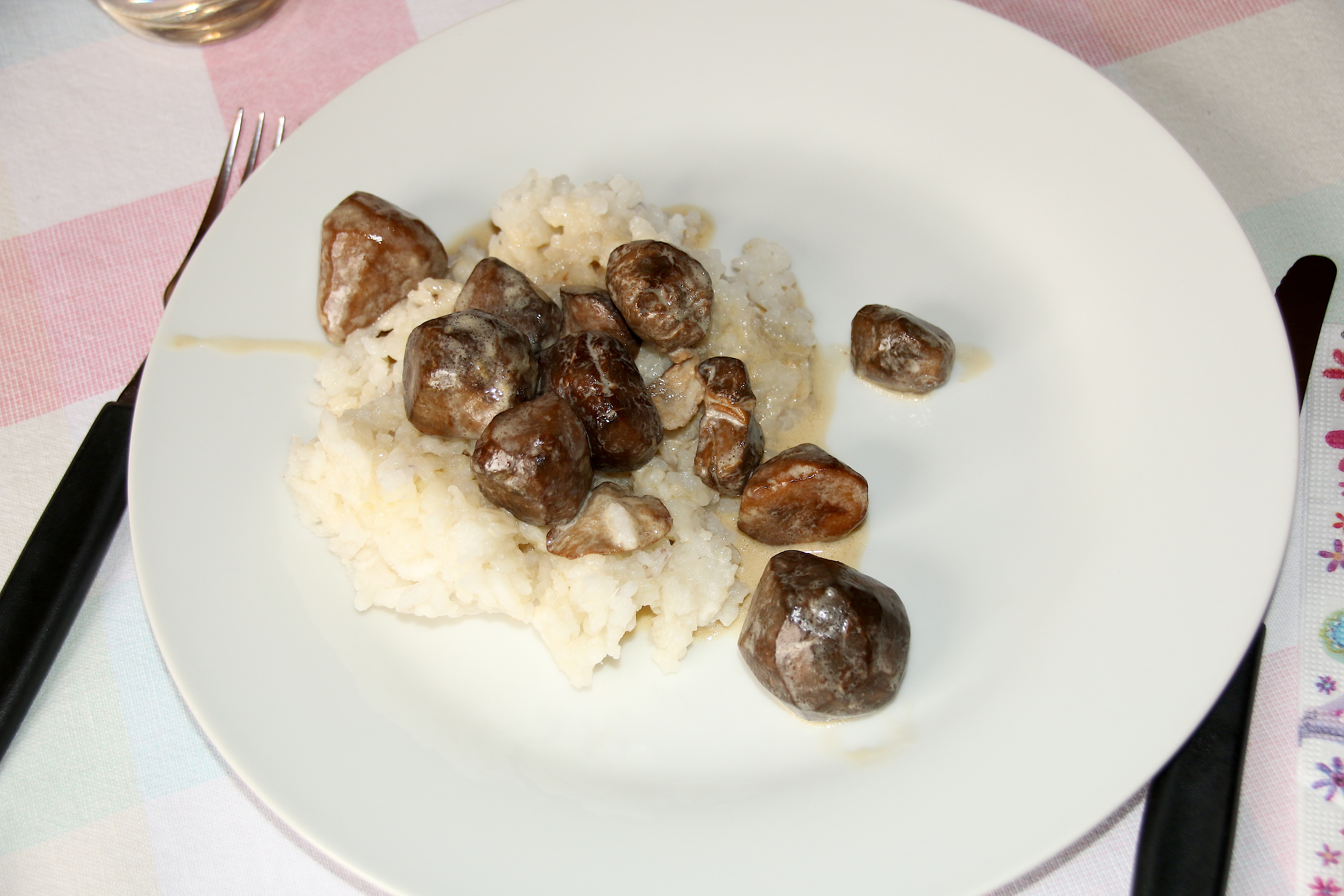
Zubereitete Kalaharitrüffel aus Gobabis

Kalaharitrüffel sind essbar und werden als Speisepilz genutzt.
Sie sind eine Spezialität in der namibischen Küche. Sie werden hier in Jahren mit regenreicher Regenperiode von Ende März bis etwa Anfang Mai geerntet. Kalaharitrüffel werden von Menschen anhand typischer Bodenrisse oder -anschwellungen oder auch bekannter Symbiosepflanzen gesucht. Traditionell werden sie in der Kalahari von Angehörigen der Volksgruppe der San gesammelt.
Offenbar werden die massenhaft aus Marokko nach Europa exportierten Fruchtkörper des Sporenarmen Trüffels (Tuber oligospermum), einer kulinarisch minderwertigen Trüffel-Art, teils als „Kalahari-Trüffel“ ausgezeichnet.

## Systematik und Taxonomie
Die offizielle Erstbeschreibung stammt aus dem 1895 veröffentlichten Artikel von Paul Christoph Hennings über die „Fungi camerunenses I“ (Pilze Kameruns 1), in dem er die Art dem Grafen Joachim von Pfeil zu Ehren als „Terfezia pfeilii“ bezeichnete. Der Graf hatte ihm eine in Essig eingelegte Probe aus Nordwest-Namibia mitgebracht. 2005 veröffentlichte molekulargenetische Untersuchungen von Wissenschaftlern der Ben-Gurion-Universität im Negev (Israel) legten die Zuordnung zu einer neuen Gattung nahe.
Volksnamen sind NǀabbaKlicklaut (Khoisan), „Mana“ (Khoekhoegowab) oder „Omatumbula“ (Oshivambo) und beziehen sich unter anderem auf die hypogäische Lebensweise oder die oberflächliche Farbe der Fruchtknollen.